# Gloria!
gloria! – anglojęzyczny album studyjny piosenkarki Glorii Estefan, z 1998 roku. Po ogromnym sukcesie albumu Destiny z 1996 roku, na którym znalazły się głównie ballady artystka postanowiła nagrać dyskotekowy krążek. Album gloria! swoim brzmieniem nawiązuje do muzyki tanecznej z przełomu lat 70. i 80. Jak zwykle w przypadku płyt Estefan na płycie znajduje się także wiele latynoskich akcentów. Album wyprodukowany został przez męża artystki: Emilio Estefana Jr. Krążek sprzedano na całym świecie w prawie pięciu milionach egzemplarzy. W Stanach Zjednoczonych album zyskał status złotego krążka. Był to pierwszy od wielu lat anglojęzyczny album Glorii, któremu nie udało się zyskać statusu platynowego krążka. Mimo relatywnie niskiej sprzedaży w Stanach Zjednoczonych album zdołał odnieść ogromny sukces w Hiszpanii, gdzie okrył się pięciokrotną platyną, stając się jednym z największych bestsellerów hiszpańskiego przemysłu fonograficznego w 1998 roku. Album promowany był kilkoma singlami, z których największy sukces odniosły: „Heaven's What I Feel” (nominowany do nagrody Grammy), „Oye” oraz „Don't Let This Moment End” (za który artystka otrzymała kolejną nominację do nagrody Grammy). Promocję albumu uzupełniło również wydanie kilku hiszpańskojęzycznych przebojów, min.: „Corazon Prohibido” i „Cuba Libre”, które były znalazły się w czołowej dziesiątce w Hiszpanii.

## Lista utworów
1. „Heaven's What I Feel”
2. „Don't Stop”
3. „Oye”
4. „Real Woman”
5. „Feelin'”
6. „Don't Release Me”
7. „Don't Let This Moment End”
8. „Touched By An Angel”
9. „Lucky Girl”
10. „I Just Wanna Be Happy”
11. „Cuba Libre”
12. „Feelin'” (remix)
13. „Don't Release Me” (z Wyclefem Jeanem)
14. „Corazon Prohibido”
15. „Cuba Libre”
16. „Oye” (remix)